# Lech Krzysztof Paprzycki
Lech Krzysztof Paprzycki (ur. 14 kwietnia 1947 w Warce, zm. 1 października 2022 w Grodzisku Mazowieckim) – polski prawnik, profesor nauk prawnych, w latach 1999–2016 prezes Sądu Najwyższego kierujący Izbą Karną, poseł na Sejm X kadencji, profesor zwyczajny Akademii Leona Koźmińskiego.

## Życiorys
Syn Tadeusza i Marii. W 1970 ukończył studia prawnicze na Wydziale Prawa Uniwersytetu Warszawskiego, broniąc pracy magisterskiej na temat dyrektyw sądowego wymiaru kary w kodeksach karnych z 1932 i 1969. Stopień naukowy doktora nauk prawnych uzyskał w 1984 na Uniwersytecie Mikołaja Kopernika w Toruniu. Pracę doktorską poświęcił instytucji zakazu działalności zawodowej w prawie karnym. Stopień doktora habilitowanego uzyskał w 2007 na Uniwersytecie Szczecińskim. Tematem pracy habilitacyjnej była Prawna problematyka opiniowania psychiatryczno-psychologicznego w postępowaniu karnym oraz w zakresie ochrony zdrowia psychicznego. W 2014 otrzymał tytuł profesora nauk prawnych.
Od 1972 orzeka w sądownictwie. Był asesorem, sędzią sądu powiatowego i rejonowego w Grodzisku Mazowieckim, wiceprezesem Sądu Rejonowego w Pruszkowie, a w latach 1980–1990 sędzią Sądu Wojewódzkiego w Warszawie. W 1990 został sędzią Sądu Najwyższego, 25 marca 1999 powołano go na stanowisko prezesa Sądu Najwyższego kierującego Izbą Karną. Po śmierci Stanisława Dąbrowskiego pełnił obowiązki pierwszego prezesa Sądu Najwyższego (od 9 stycznia do 30 kwietnia 2014). Zakończył urzędowanie w sierpniu 2016, przechodząc następnie w stan spoczynku.
Od 1970 do rozwiązania należał do Zjednoczonego Stronnictwa Ludowego (był wiceprezesem komitetu miejskiego partii). Od 1984 do 1988 zasiadał w Miejskiej Radzie Narodowej Pruszkowa. Uczestniczył w obradach Okrągłego Stołu w podzespole do spraw reformy prawa i sądów. W latach 1989–1991 zasiadał w Sejmie kontraktowym. Został wybrany z puli ZSL, po którego przekształceniu działał w Polskim Stronnictwie Ludowym „Odrodzenie”, zasiadał w Komisji Konstytucyjnej, Komisji Sprawiedliwości i Komisji Ustawodawczej oraz w trzech komisjach nadzwyczajnych. Na koniec kadencji był posłem niezrzeszonym. Od 1993 do 1997 z rekomendacji PSL pełnił funkcję zastępcy przewodniczącego Trybunału Stanu.
Członek m.in. Towarzystwa Badawczego Prawa Europejskiego, Międzynarodowej Komisji Prawników z siedzibą w Genewie, Fundacji Prawa Wykonawczego, a od 1970 Zrzeszenia Prawników Polskich. W latach 1974–1975 był delegowany do Departamentu Prawnego Ministerstwa Sprawiedliwości, a w latach 1979–1981 był naczelnikiem Wydziału Współpracy z Zagranicą w Ministerstwie Sprawiedliwości. Od 1983 pracował ponadto w Instytucie Problematyki Przestępczości jako adiunkt. W 1989 został członkiem Zarządu Głównego ZPP i członkiem Towarzystwa Naukowego Prawa Karnego i Polskiego Towarzystwa Psychiatrycznego. Jest autorem publikacji z zakresu postępowania karnego (m.in. współautorem komentarza do kodeksu postępowania karnego). Był przewodniczącym Rady Naukowej Instytutu Ekspertyz Sądowych im. Prof. dra Jana Sehna w Krakowie, a także zastępcą przewodniczącego Rady Naukowej Instytutu Wymiaru Sprawiedliwości. W 2007 objął stanowisko profesora na Akademii Leona Koźmińskiego w Warszawie.
Został pochowany na cmentarzu Powązkowskim w Warszawie.

## Odznaczenia
- Złoty Krzyż Zasługi (1988)[8]
- Srebrny Krzyż Zasługi (1982)
- Brązowy Krzyż Zasługi (1978)
- Medal „Zasłużony dla Wymiaru Sprawiedliwości – Bene Merentibus Iustitiae” (2017)[9]